# Jaroslav Pavlů
Jaroslav Pavlů (Třebíč, 27 dicembre 1936 – Třebíč, 9 gennaio 2024) è stato un hockeista su ghiaccio e allenatore di hockey su ghiaccio cecoslovacco.

## Biografia

### Giocatore
In Cecoslovacchia, dopo le giovanili con il SK Horacka Slavia Trebic, giocò con le maglie di HC Plzen (1954-1955 e dal 1959 al 1969, con le ultime tre stagioni in seconda serie) e dell'HC Kometa Brno (dal 1955 al 1959, con tre campionati vinti).
Dal 1969 si trasferì in Italia, dove giocò fino al 1980 con la maglia dell'HC Bolzano, con cui vinse tre scudetti: 1976-1977, 1977-1978 e 1978-1979.

### Allenatore
Altri due scudetti li vinse da allenatore, sempre con l'HC Bolzano: 1981-1982 e 1982-1983. In seguito allenò anche l'altra squadra di Bolzano, l'EV Bozen 84.
Sia il figlio Martin che il nipote Jan hanno seguito le sue orme, divenendo giocatori di hockey su ghiaccio. Jaroslav e Martin giocarono assieme per due stagioni con la maglia dell'HC Bolzano.

### Morte
Morì a Třebíč il 9 gennaio 2024 all'età di 87 anni.

## Palmarès

### Giocatore
- Campionato cecoslovacco: 3

Brno: 1955-1956, 1956-1957, 1957-1958
- Campionato italiano: 3

Bolzano: 1976-1977, 1977-1978, 1978-1979

### Allenatore
- Campionato italiano: 2

Bolzano: 1981-1982, 1982-1983